# Janusz Nawroczyński
Janusz Nawroczyński, né le 16 septembre 1884 à Dąbrowa Górnicza et mort le 15 janvier 1931 à Paris, est un peintre polonais.

## Biographie
Il est le fils de Romain et Stanisława Hub.
En 1904, il commence à étudier à l'École des beaux-arts de Varsovie. Il étudie dans les studios de Kazimierz Stabrowski et Konrad Krzyżanowski. À partir de 1908, il poursuit ses études dans l'école privée de dessin et de peinture dirigée par Władysław Ślewiński. La même année ou en 1909, il se rend à Paris et se rend à l'école des arts décoratifs. Après le début de la Première Guerre mondiale, il s'engage comme volontaire dans l'armée française, mais après quelques mois, retourne à Paris. 
Avec Konstanty Brandel, il participe à des expositions organisées par la Société des artistes polonais. À la fin de la guerre, il devient secrétaire à l'Ambassade de Pologne en France, tout en consacrant son temps libre à la peinture. 
À partir de 1922, il entre à l'Union des artistes polonais, puis, cinq ans plus tard, en devient membre du conseil d'administration. Il meurt chez lui, au 75 du Boulevard du Montparnasse. Il repose dans la division 26 du Cimetière des Batignolles.